# Grand Prix moto des Nations 1962
Le Grand Prix moto des Nations, connu également sous le nom de Grand Prix d'Italie 1962 est le neuvième rendez-vous de la saison 1962 du championnat du monde de vitesse. Il s'est déroulé sur l'Autodromo Nazionale di Monza du 7 au 9 septembre 1962.
C'est la 40e édition du Grand Prix moto des Nations et la 14e édition comptant pour le championnat du monde.

## Classement final 500 cm³
| Pos. | Pilote              | Moto      | Temps/Écart       | Points |
| ---- | ------------------- | --------- | ----------------- | ------ |
| 1    | Mike Hailwood       | MV Privat | 1 h 04 min 22 s 7 | 8      |
| 2    | Remo Venturi        | MV Privat | +0 s 5            | 6      |
| 3    | Silvio Grassetti    | Bianchi   | +1 tour           | 4      |
| 4    | Phil Read           | Norton    | +1 tour           | 3      |
| 5    | Paddy Driver        | Norton    | +1 tour           | 2      |
| 6    | Bert Schneider      | Norton    | +1 tour           | 1      |
| 7    | Gyula Marsovszky    | Norton    | +2 tours          |        |
| 8    | Roland Föll         | Matchless | +2 tours          |        |
| 9    | Alan Shepherd       | Matchless | +3 tours          |        |
| 10   | Jack Ahearn         | Norton    | +3 tours          |        |
| 11   | Vasco Loro          | Norton    | +3 tours          |        |
| 12   | Renzo Rossi         | Gilera    | +4 tours          |        |
| 13   | Benedetto Zambotti  | Norton    | +4 tours          |        |
| 14   | Giuseppe Dardanello | Norton    | +5 tours          |        |
| 15   | Emanuele Maugliani  | Gilera    | +5 tours          |        |
| 16   | Giuseppe Mantelli   | Gilera    | +5 tours          |        |
| Abd. | Jacques Insermini   | Norton    | Abandon           |        |
| Abd. | Jack Findlay        | Norton    | Abandon           |        |
| Abd. | František Št'astný  | Jawa      | Abandon           |        |
| Abd. | Bill Smith          | Norton    | Abandon           |        |
| Abd. | Rudi Thalhammer     | Norton    | Abandon           |        |

## Classement final 350 cm³
15 pilotes au départ
| Pos. | Pilote             | Moto       | Temps/Écart   | Points |
| ---- | ------------------ | ---------- | ------------- | ------ |
| 1    | Jim Redman         | Honda      | 51 min 30 s 4 | 8      |
| 2    | Tommy Robb         | Honda      | +27 s 5       | 6      |
| 3    | Silvio Grassetti   | Bianchi    | +1 min 08 s 4 | 4      |
| 4    | František Št'astný | Jawa       | +1 tour       | 3      |
| 5    | Gustav Havel       | Jawa       | +2 tours      | 2      |
| 6    | Arthur Wheeler     | Moto Guzzi | +2 tours      | 1      |
| 7    | Bill Smith         | AJS        | +2 tours      |        |
| Abd. | Gilberto Milani    | Aermacchi  | Abandon       |        |
| Abd. | ...                | ...        | Abandon       |        |
| Np.  | Paddy Driver       | Norton     | Non partant   |        |

## Classement final 250 cm³
| Pos. | Pilote            | Moto        | Temps/Écart   | Points |
| ---- | ----------------- | ----------- | ------------- | ------ |
| 1    | Jim Redman        | Honda       | 42 min 34 s 4 | 8      |
| 2    | Tarquinio Provini | Moto Morini | +0 s 8        | 6      |
| 3    | Alberto Pagani    | Honda       | +56 s 9       | 4      |
| 4    | Moto Kitano       | Honda       | +1 min        | 3      |
| 5    | Gilberto Milani   | Aermacchi   | +1 tour       | 2      |
| 6    | Paolo Campanelli  | Benelli     | +1 tour       | 1      |
| 7    | Alan Shepherd     | Aermacchi   | +2 tours      |        |
| 8    | Arthur Wheeler    | Moto Guzzi  | +2 tours      |        |
| 9    | Jürgen Karrenberg | Adler       | +3 tours      |        |
| Abd. | Luigi Taveri      | Honda       | Abandon       |        |
| Abd. | Ernesto Brambilla | Moto Morini | Abandon       |        |
| Abd. | Mike Hailwood     | Benelli     | Abandon       |        |
| Abd. | Frank Perris      | Suzuki      | Abandon       |        |
| Abd. | Stanislav Malina  | ČZ          | Abandon       |        |

## Classement final 125 cm³
| Pos. | Pilote                | Moto       | Temps/Écart   | Points |
| ---- | --------------------- | ---------- | ------------- | ------ |
| 1    | Teisuke Tanaka        | Honda      | 39 min 44 s   | 8      |
| 2    | Luigi Taveri          | Honda      | +0 s 1        | 6      |
| 3    | Tommy Robb            | Honda      | +0 s 1        | 4      |
| 4    | Jim Redman            | Honda      | +0 s 9        | 3      |
| 5    | Alberto Pagani        | Honda      | +55 s 9       | 2      |
| 6    | Paddy Driver          | EMC        | +56 s         | 1      |
| 7    | Frank Perris          | Suzuki     | +56 s 2       |        |
| 8    | Hugh Anderson         | Suzuki     | +1 min 21 s 6 |        |
| 9    | Stanislav Malina      | ČZ         | +1 min 31 s 7 |        |
| 10   | László Szabó          | MZ         | +1 min 38 s 6 |        |
| 11   | Dan Shorey            | Bultaco    | +1 tour       |        |
| 12   | Giuseppe Visenzi      | Ducati     | +1 tour       |        |
| 13   | Franco Latini         | Ducati     | +2 tours      |        |
| 14   | Cristoforo Fattori    | MotoBi     | +2 tours      |        |
| 15   | Gianfranco Domeniconi | Ducati     | +3 tours      |        |
| Abd. | De Simone             | ...        | Abandon       |        |
| Abd. | Alessandro Brabetz    | ...        | Abandon       |        |
| Abd. | Ramón Torras          | Bultaco    | Abandon       |        |
| Np.  | Francesco Villa       | FB Mondial | Non partant   |        |
| Np.  | Isao Morishita        | Honda      | Non partant   |        |
| Np.  | Bruno Spaggiari       | Ducati     | Non partant   |        |
| Np.  | Mike Hailwood         | EMC        | Non partant   |        |

## Classement final 50 cm³
| Pos. | Pilote               | Moto     | Temps/Écart   | Points |
| ---- | -------------------- | -------- | ------------- | ------ |
| 1    | Hans-Georg Anscheidt | Kreidler | 28 min 11 s 6 | 8      |
| 2    | Mitsuo Itoh          | Suzuki   | +1 s 1        | 6      |
| 3    | Jan Huberts          | Kreidler | +7 s 5        | 4      |
| 4    | Hugh Anderson        | Suzuki   | +28 s 6       | 3      |
| 5    | Isao Morishita       | Suzuki   | +36 s 2       | 2      |
| 6    | Luigi Taveri         | Honda    | +36 s 5       | 1      |
| 7    | Dan Shorey           | Kreidler | +59 s 1       |        |
| 8    | ...                  | ...      | + ?           |        |